# پوبدا
پبدا دهستانی در استان آبیلای اسپانیا است.
در این دهستان ۸۳ نفر زندگی می‌کنند. مساحت این دهستان ۶٫۵۰ کیلومتر مربع است.